# Ablepharus chernovi
Ablepharus chernovi är en ödleart som beskrevs av  Ilya Sergeevich Darevsky 1953. Ablepharus chernovi ingår i släktet Ablepharus och familjen skinkar.
Denna skink förekommer med flera från varandra skilda populationer i Armenien, Turkiet och Syrien. Arten lever i bergstrakter mellan 500 och 2200 meter över havet. Individerna vistas i torra stäpper, halvöknar, barrskogar och buskskogar. De gömmer sig ofta under stenar, löv och andra föremål. Ablepharus chernovi håller fram till mars vinterdvala. Även under den heta tiden i juli och augusti lever den gömd. Honor lägger under juni cirka fyra.
Delar av beståndet hotas i Armenien av nya samhällen. Hela populationen anses vara stabil. IUCN kategoriserar arten globalt som livskraftig.

## Underarter
Arten delas in i följande underarter:
- A. c. chernovi
- A. c. eiselti
- A. c. isauriensis
- A. c. ressli